# Trängselskatt

Trafikskylt för betalväg

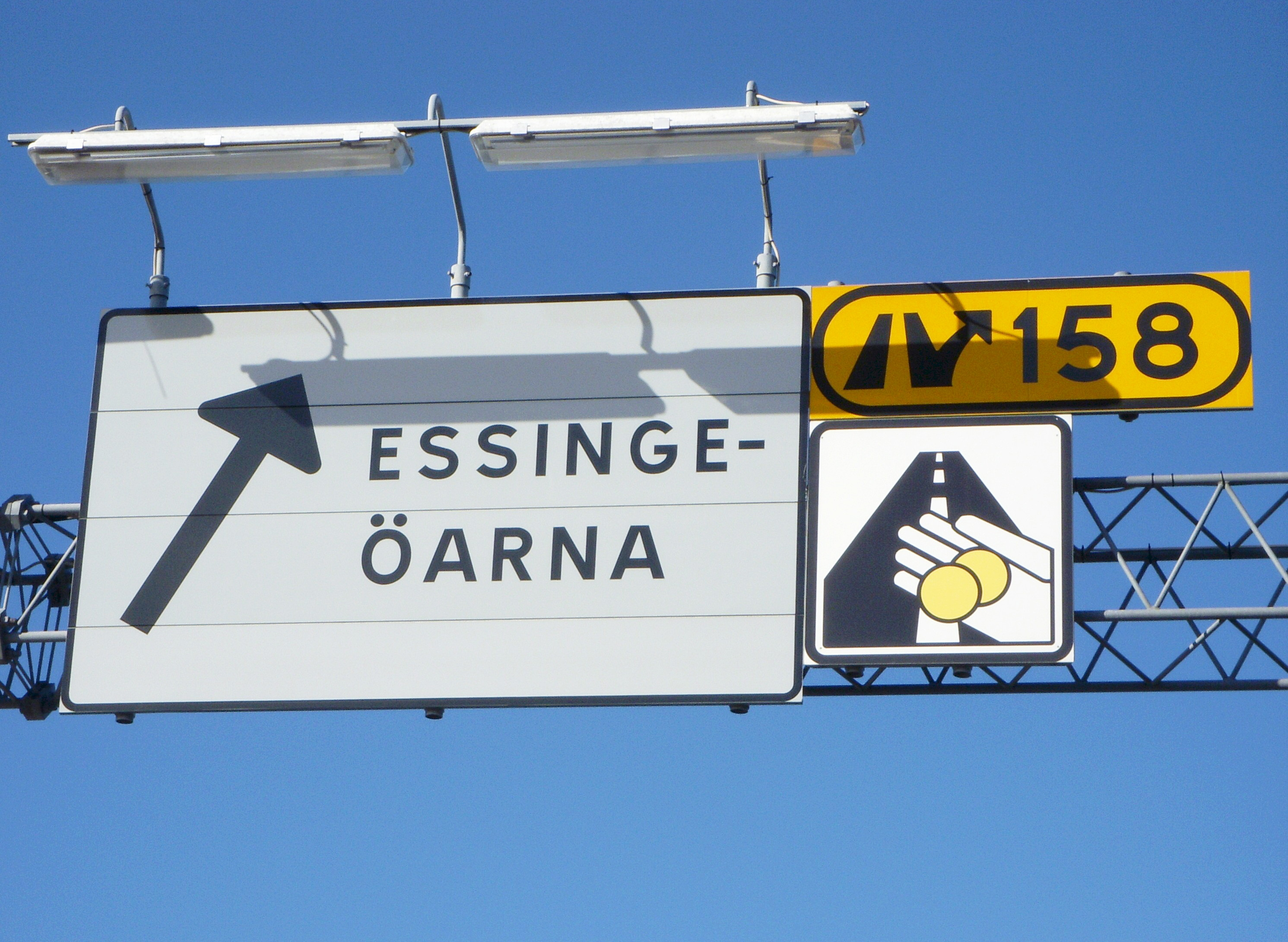
Essingeledens avfart "Essingeöarna" i Stockholm, med tilläggsskylt för trängselskatt.

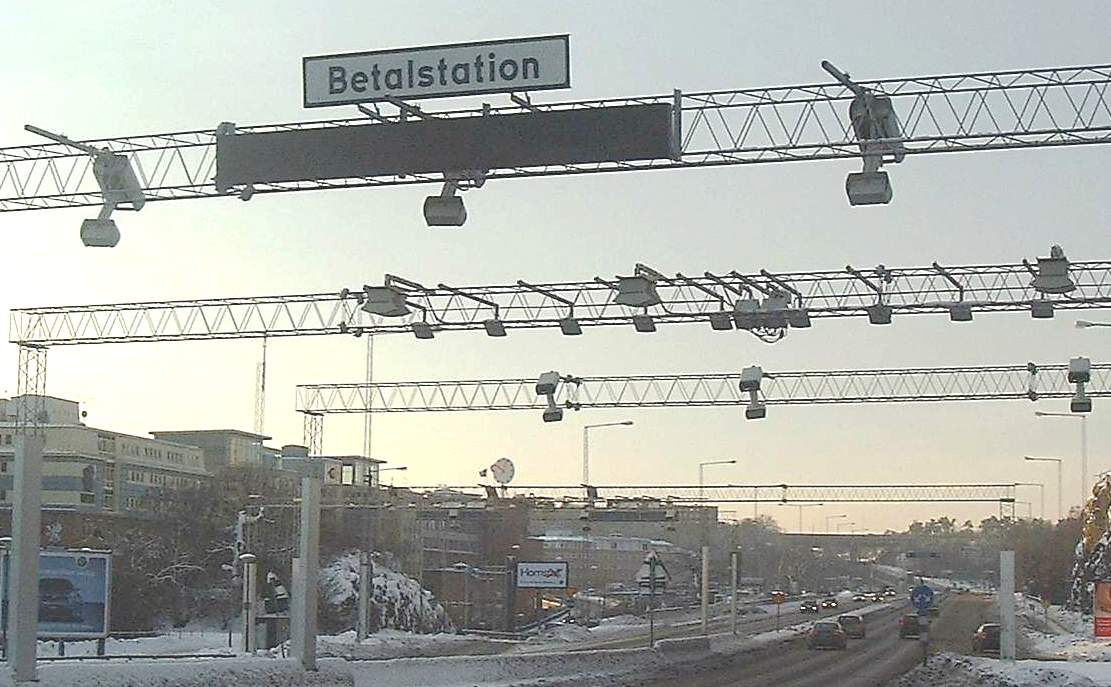
Betalstation vid Liljeholmen nära Liljeholmsbron, Stockholm.

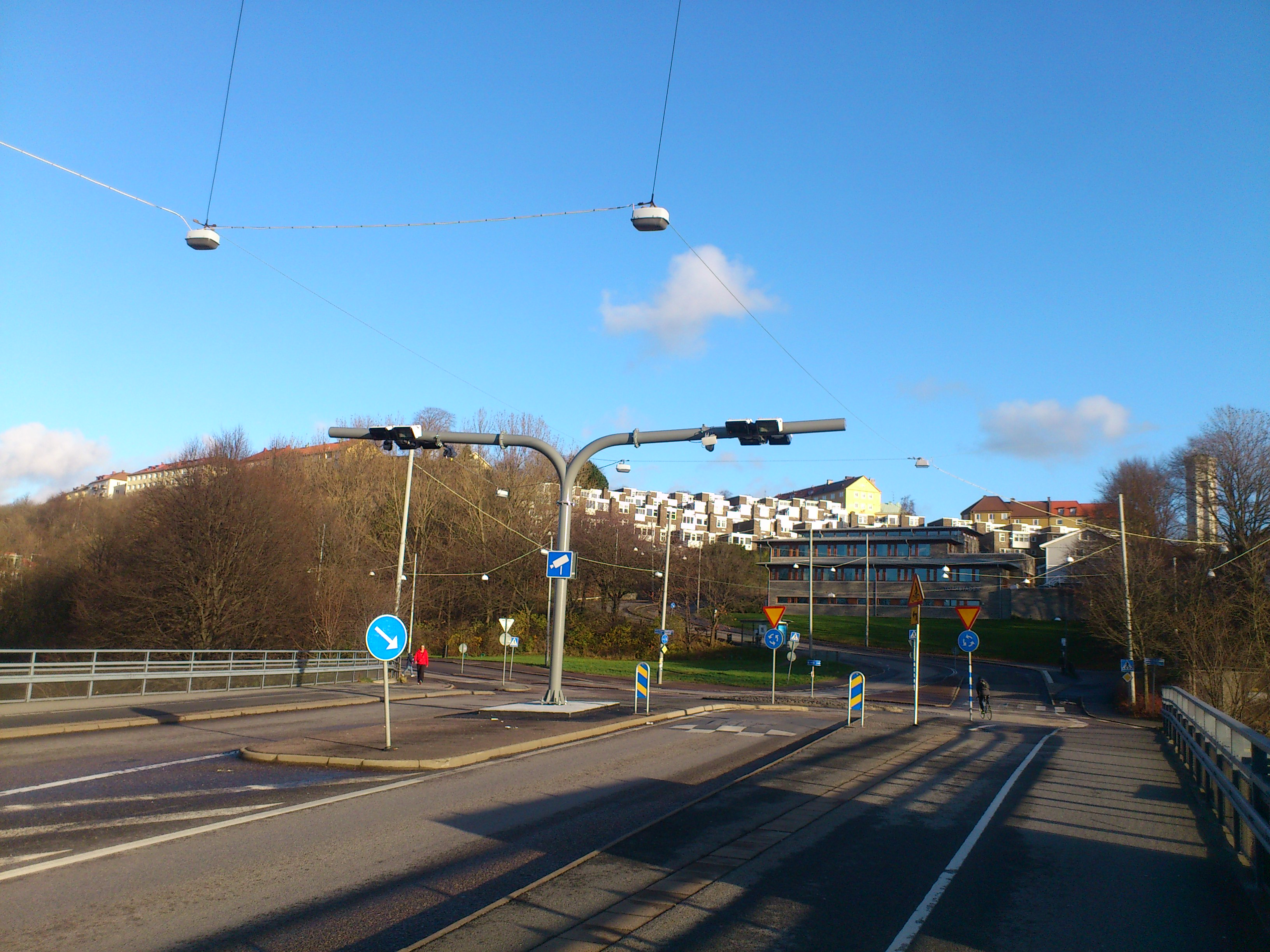
Betalstation vid Gårda, Göteborg

Trängselskatt är en avgift som tas ut på biltrafik för att färdas på en viss väg, vid en viss tidpunkt. Trängselskattens avsikt är att minska trängseln i hårt trafikbelastade områden genom att ge en högre kostnad för resan och därmed få en del att avstå från resor, resa vid andra tidpunkter, resa flera i varje fordon eller välja andra transportslag. I Sverige är det infört som en särskild skatt som tas upp när man kör förbi en betalstation, vid en viss tidpunkt. 

## Beskrivning
Prissättningen liknar den som tåg, flygbolag och färjerederier använder, där mindre attraktiva avgångar är billigare, för att de som har möjlighet att planera om skall lockas att välja dessa. 
Det här sättet att prissätta väganvändande är ett specialfall av vägavgifter, som oftast används för att finansiera ny väginfrastruktur.  Många av motorvägarna och broarna i Europa, liksom många vägar och stadskärnor i Norge, har belagts med vägavgifter sedan 1980-talet. Även om den viktigaste skillnaden gentemot vägavgifter är att trängselskattens syfte i första hand är att påverka trafikantens beteende snarare än att skapa intäkter, så kan den sekundära effekten, intäkten, dock ändå komma att användas för investeringar i väginfrastruktur.
Förändringar i trafikinfrastruktur och vägutbud har en dynamisk påverkan på efterfrågan.  När exempelvis en väg byggs ut så att restiden minskar blir det också fler som väljer att ta bilen, för att dra nytta av den nya kortare restiden. Därmed tillmötesgår inte bara utbudet den existerande efterfrågan, utan skapar också ny efterfrågan. På samma sätt väljer fler att pendla mellan Stockholm och Mälardalen när det finns snabbtåg med täta avgångar.  
Den här samverkan mellan utbud av infrastruktur och utveckling av resvanor och boende gör att transportekonomi också blir till transportpolitik. Vars och ens åsikt om vilken plats bilen skall ha i samhället påverkar vilken transportinfrastruktur man förordar.

## Trängselskatt i Sverige

### Stockholm
En lokal folkomröstning angående införandet av trängselskatt i Stockholm ägde rum i samband med riksdagsvalet 2006. För att ge de valberättigade en realistisk bakgrund genomfördes ett fullskaleförsök med trängselskatt från 3 januari 2006 till 31 juli 2006, det så kallade Stockholmsförsöket. Trängselskatten infördes permanent den 1 augusti 2007 och tas ut för de flesta fordon vid färd dagtid in och ut ur ett område som i stort omfattar Stockholms innerstad. Beslutet fattades av Riksdagen och den skatt som tas ut är statlig. Trängselskatt tas ut för såväl svensk- som (från 2015) utlandsregistrerade fordon. Från början undantogs fordon som uppfyllde vissa miljökrav, men detta undantag slopades den 1 augusti 2012. Trängselskatten är inte momsbelagd utom för hyrbilar, vilket beror att enligt lag är ägaren och ingen annan ansvarig för trängselskatten, så att det som hyrbilsfirman debiterar kunden inte kan räknas som trängselskatt formellt.
Trängselskatten tas ut på vardagar 06.00 till 18.29 (ej dag före sön- eller helgdag eller under juli månad, förutom de första fem vardagarna) och beloppet varierar under dagen, från 11 kronor mitt på dagen till 45 kronor i rusningstrafiken under högsäsong. Maxbeloppet är 135 kronor per dag och fordon. Registreringen vid passage av en betalstation sker automatiskt med hjälp av laserscanning och fotografering.

### Göteborg

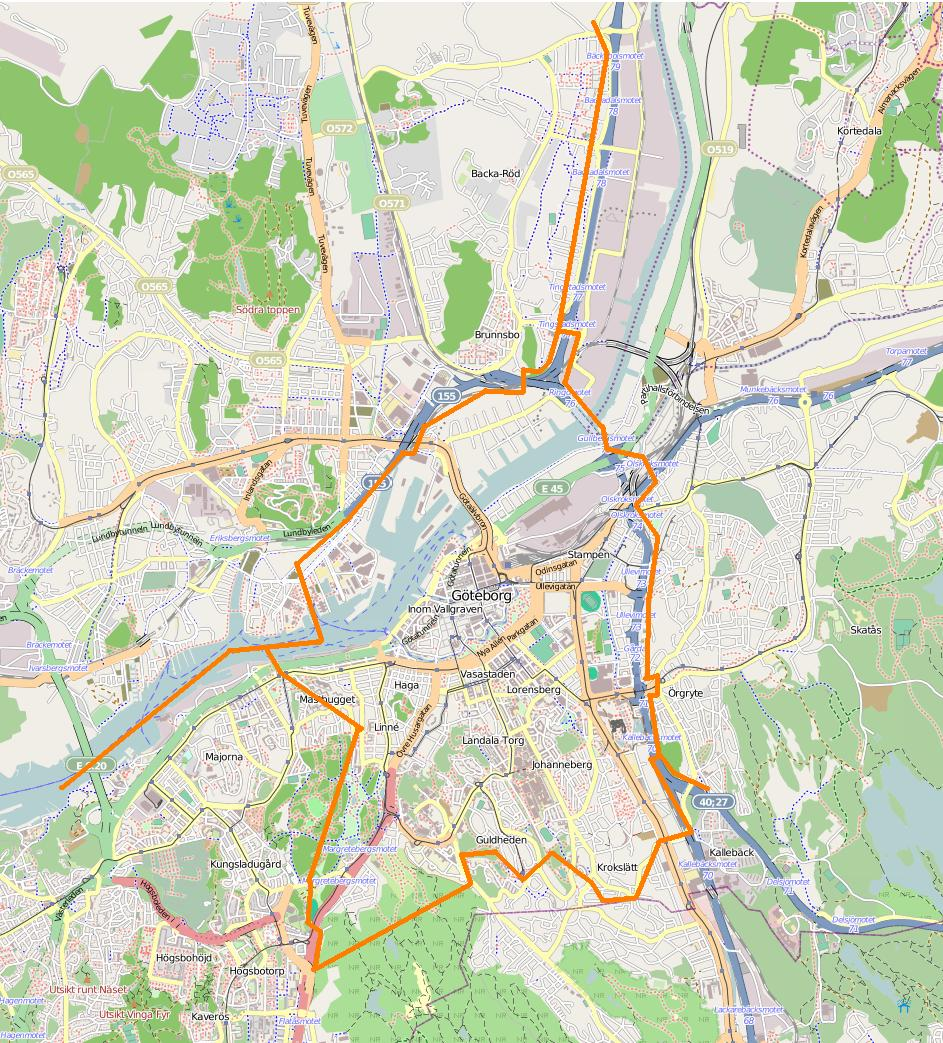
Kommande betalzon i Göteborg. De orange cirklarna markerar betalstationer på Älvsborgsbron, Göta Älvbron, Tingstadstunneln samt den kommande Marieholmstunneln.

I januari 2010 beslutade Göteborgs kommun tillsammans med Västra Götalandsregionen, Halland och Göteborgsregionens kommunalförbund om att införa trängselskatter i centrala staden och samtliga överfarter över älven. I likhet med Stockholm beskattas även de som passerar staden på europavägarna. Avgifterna infördes 1 januari 2013 och följer samma princip som i Stockholm, det som skiljer sig är flerpassageregeln som innebär att man inom en timme kan passera flera betalstationer men man beskattas endast för en passage (den dyraste).  Beloppen är 9, 16 och 22 kronor per överfart mellan klockan 06.00 och 18.29 vardagar och avgiftsfritt helger, kvällar och under juli månad. Trängselskatt tas ut för såväl svensk- som utlandsregistrerade fordon. Detta ska bekosta ett infrastrukturpaket innehållande bland annat Västlänken, Marieholmstunneln och utbyggd kollektivtrafik - det så kallade Västsvenska paketet.

## I andra länder
Trängselavgifter
I en del städer finns system där en översättning av ordet trängsel ingår i namnet.
- Singapore (1975) blev den första staden att införa trängselavgifter i ett storstadsområde. Innerkärnan var till en början endast avgiftsbelagd under morgontimmarna men har under åren utvecklats till ett omfattande system med storlek på avgiften beroende på fordontyp, tidpunkt på dagen och plats.

- I London infördes 2003 trängselavgifter, the Congestion Charge. En skillnad mot Stockholm är att hela innerstaden är avgiftsbelagd, och inte bara ringkanten. Man betalar en fast summa per dag man kör i innerstaden och kameror finns utspridda över centrum. Det är avgiftsfritt att köra före kl 7 och efter kl 18.
- Oslo, Kristiansand, Stavanger, Bergen, Grenland och Trondheim har länge haft liknande system i form av avgiftsringar runt centrum. Tidigare var det mer som en vägavgift, då avgiften var samma dygnet runt, och syftade till att få pengar till vägbyggen. Numer är avgiften i dessa städer utformad mer som en trängselskatt, med en betydligt högre avgift i rusningstiden än utanför. Detta kallas på norska "rushtidsavgift" eller "tidsdifferensierte bompenger". Avgiften i Oslo och Bergen är dessutom miljödifferantierad. Se även Vägtullar i Norge.

Städer med avgiftsbelagda innerkärnor
Andra städer har liknande system, utan att namnet har med ordet trängsel att göra.
- Milano införde en miljöavgift (Ecopass) 2008 med primära målet att minska utsläppen i den hårt trafikerade innerkärnan. Avgiften som tas ut 7.30-19.30 beror på vilken utsläppsklass ett fordon har. Under första året hade trafiken under avgiftsbelagd tid minskat med cirka 12% i jämförelse med föregående år. [källa behövs]

- I Norge finns liknande system i form av avgiftsringar runt centrum även i fler städer än dem med rusningstidstillägg. Syftet är i första hand att få pengar till vägbyggen. Det finns i Bodø, Harstad, Førde, Haugesund och några ytterligare fall.[6]

Se även Vägtullar i Norge.

## Andra former av avgifter
Betalväg är en närbesläktad form av avgift.
Andra former av avgiftsuttag på biltrafik är registreringsavgift/fordonsskatt, som tas ut per fordon efter fordonsklass och skatt på drivmedel som tas ut per liter bensin eller diesel.  För lastbilar tas i många länder en ut en kilometeravgift, som liknar trängselskatten i det att den varierar efter vilken tid och plats som fordonet använts.  Internationellt går trenden mot att i större utsträckning koppla avgiften som tas ut till marginalkostnaden och de externa effekterna som uppstår vid användandet av fordonet.  Då spelar tid och plats stor roll, varför avgifter och skatter i större utsträckning blir förbrukningsbaserade. Dessa avgifter är vanligen riktade mot hela landet, inte specifikt mot städer och därmed inte mot trängsel, utan motiveras med bidrag till vägbyggen, minska miljöpåverkan av trafik, eller andra motiveringar.